# Avril 1959

## Événements
- Congrès du Parti de la Fédération africaine (PFA), qui proclame que le Sénégal et le Soudan français sont prêts à ne former qu’un seul État au sein de la Communauté. Une assemblée fédérale de 15 membres par États est élue le 3 avril.
- Après la défection du Dahomey et de la Haute-Volta, Léopold Sédar Senghor est élu à l’unanimité président de l’Assemblée fédérale du Mali et Modibo Keïta (avec 23 voix sur 24) président du gouvernement. Mamadou Dia devient vice-président.
- Cuba : tandis que des exécutions sommaires détériorent l’image du nouveau régime, Castro se rend aux États-Unis pour rassurer l’administration Eisenhower sur ses intentions. Il se proclame anticommuniste et souligne la nécessité de réformes, notamment agraires, mais n’a pas de succès et une incompréhension mutuelle s’installe.

- 4 avril : le Soudan français (actuel Mali) et le Sénégal forment la Fédération du Mali sous la Présidence de Modibo Keïta.
- 5 avril : Baptême sur l'aéroport d'Orly de la première Caravelle de la flotte d'Air France, au nom de "Lorraine"[1]
- 9 avril : La NASA dévoile les noms des 7 astronautes retenus dans le cadre du programme américain de conquête spatiale Mercury[2]
- 10 avril : le prince héritier Akihito devient le premier prince de la couronne, en 2619 ans d'histoire du Japon, à épouser une roturière.

- 14 avril :
  - Création du mouvement gaulliste de gauche UDT (Union démocratique du travail).
  - Lancement du satellite Discoverer II.
  - Premier vol du YOA-1, prototype du Grumman OV-1 Mohawk.
- 15 avril : le nouveau président de Cuba, Fidel Castro, entame une tournée aux États-Unis, à l'invitation de la Société des éditeurs de journaux (American Society of Newspapers Editor), et puis doit se rendre au Canada.

- 16 avril :
  - Le Sénateur américain Hubert Humphrey présente le Pacte La Paix contre de la nourriture.
  - Quatre opposants au régime de Fidel Castro détournent un avion cubain pour aller vers les États-Unis.
  - La LEA réunit au Caire le premier congrès arabe du pétrole, qui propose de mettre en place une politique de concertation et de coordination entre les pays producteurs. Cinq pays (Arabie saoudite, Koweït, Irak, Iran et Venezuela) contrôlent alors 90 % de la production mondiale[3].

- 17 avril :
  - La Malaisie et l'Indonésie signent un traité d'amitié.
  - Le commandement de l'armée française en Algérie annonce que 460 combattants musulmans ont été faits prisonniers et que 1 600 autres ont été tués durant les trois semaines de l'offensive au sud d'Oran.

- 18 avril : l'Inde et le Pakistan signent un pacte d'un an sur l'irrigation à partir du fleuve Indus.

- 19 avril : pour la première fois les femmes votent en Suisse lors d'une élection locale dans le Canton de Vaud.
- 20 avril : l'UFP (United Federal Party) gagne les élections au nord de la Rhodésie.

- 21 avril : l'URSS proteste contre le plan américain de réarmement de l'Allemagne de l'Ouest et d'autres pays de l'OTAN.

- 22 avril :
  - La Princesse Margaret et la mère de la Reine rendent visite au Pape Jean XXIII.
  - Le Président Sukarno appelle le Parlement indonésien à lancer un programme de reconstruction socialiste dans le but d'éliminer le système capitaliste dans le pays.
- 24 avril :
  - Le premier ministre indien Nehru et le ministre des affaires étrangères Subimal Dutt rencontrent le dalaï-lama dans son exil.
  - Les cyclones et les inondations laissent 83 200 personnes sans-abri à Madagascar.
  - Lancement du USS Towers, le premier bateau de la marine américaine spécialisé dans le tir de missiles.
- 25 avril :
  - Le premier ministre soviétique Nikita Khrouchtchev rejette la proposition du Président Eisenhower d'interdire tout essai nucléaire.
  - Ouverture officielle de la voie maritime du fleuve Saint-Laurent pour permettre le trafic fluvial jusqu'aux États-Unis et le transport pour l'industrie des Grands-Lacs. Cette nouvelle voie de navigation comprend quinze écluses et donne accès à 65 ports des Grands Lacs.
- 26 avril :
  - Fidel Castro en visite à Montréal.
  - Le gouvernement de Panama annonce avoir arrêté une tentative d'invasion de guérilleros en provenance de Cuba.
  - L'Iran proteste contre les violations de l'espace aérien du nord du pays par des avions de l'URSS.
  - Élections sénatoriales en France. Installation définitive de la Cinquième République.
- 27 avril :
  - Le maréchal britannique Bernard Montgomery arrive à Moscou pour des entretiens privés avec le gouvernement soviétique.
  - Albert Luthuli, chef africain du congrès national annonce que la population noire va commencer une campagne de boycott au Cap.
  - Liu Shaoqi est élu président de la République populaire de Chine (fin en 1968). Mao Zedong reste à la direction du Parti communiste chinois.
  - Présentation au Président Eisenhower du nouvel avion Boeing VC-137 conçu pour le transport de personnel militaire, futur Air Force One mis en service le 21 octobre 1962.
- 28 avril : un avion de ligne espagnol s'écrase près de Cuenca en Espagne, causant la mort des 28 passagers et membres d'équipage.

- 29 avril : la création du gouvernement tibétain en exil est proclamée en Inde.
- 30 avril : 
  - Sortie du succès d'Elvis Presley A Fool Such as I.
  - Début des travaux de percement du tunnel du Mont-Blanc (ouvert en 1965).

## Naissances
- 2 avril : Alberto Fernández, personnalité politique argentine et président de l'argentine depuis 2019.
- 4 avril :
  - Marc Durin-Valois, écrivain et journaliste (France).
  - Daran, chanteur et compositeur français (France).
- 7 avril : Bruno Fuchs, Homme politique et député français.
- 9 avril :
  - Jean-Marie Le Vert, évêque catholique français, évêque de Quimper et Léon.
  - Alain Platel, chorégraphe et metteur en scène belge (Belgique).
- 10 avril : Brian Setzer, chanteur guitariste et auteur compositeur américain (États-Unis).
- 15 avril : 
  - Emma Thompson, actrice et scénariste britannique (Royaume-Uni).
  - Kevin Lowe, joueur de hockey.
- 16 avril
  - Michael R. Barratt, astronaute américain (États-Unis)
  - Marc Madiot, coureur cycliste français (France).
- 17 avril : Sean Bean, acteur de cinéma et de télévision britannique (Royaume-Uni).
- 21 avril : Robert Smith (musicien), chanteur et compositeur du groupe anglais The Cure (Royaume-Uni).
- 25 avril : Nathalie Rheims, écrivain et productrice français (France).
- 26 avril : Pedro Pierluisi, homme politique portoricaine, Gouverneur de Porto Rico de 2021 à 2025.
- 27 avril : Jean Le Cam, navigateur français (France).
- 27 avril: Sylvie Lepine, née Simon, assistante maternelle (France)
- 29 Avril Eva.D artiste, peinture florale imaginaire.( France)Eva Dzik
- 30 avril :
  - Alessandro Barbero, écrivain italien.
  - Stephen Harper, actuel premier ministre canadien.
  - Paul Gross, acteur et musicien.

## Décès
- 9 avril : Frank Lloyd Wright, Architecte  américaine (° 1867).
- 18 avril :
  - André Hallet, peintre belge (° 26 mars 1890).
  - Émile Ronet à Paris, acteur français.
- 23 avril : Egon Reinert (50 ans), Président du Land de Sarre, victime d'un accident de voiture.
- 27 avril : 
  - Gérard Debaets, coureur cycliste belge naturalisé américain (° 17 avril 1899).
  - Gordon Armstrong, américain, inventeur de l'incubateur pour bébés.